# فيليبي رانغيل فارغاس
فيليبي رانغيل فارغاس هو سياسي مكسيكي، ولد في 5 فبراير 1962 في غوادالاخارا في المكسيك. نشط حزبياً في حزب العمل الوطني. وقد انتخب عضو مجلس النواب المكسيك ‏.